# Provisions d'Oxford
 (janvier 2020).
Si vous disposez d'ouvrages ou d'articles de référence ou si vous connaissez des sites web de qualité traitant du thème abordé ici, merci de compléter l'article en donnant les références utiles à sa vérifiabilité et en les liant à la section « Notes et références ».
Instituées en 1258 par un groupe de barons dirigés par Simon V de Montfort, 6e comte de Leicester, les Provisions d'Oxford sont souvent considérées comme la première Constitution anglaise.

## Une nouvelle forme de gouvernement
Les Provisions forcèrent le roi Henri III à accepter une nouvelle forme de gouvernement dans lequel le pouvoir était placé entre les mains d'un conseil de quinze membres devant superviser les rendez-vous ministériels, l'administration locale et la garde des châteaux royaux. Le Parlement, qui se réunissait trois fois par an, devait surveiller les activités de ce conseil. On peut avancer que ce document est d'une importance égale ou supérieure à la Grande Charte de 1215. Pour la première fois, la Couronne anglaise était forcée de reconnaître les droits et les pouvoirs du Parlement.
Une confirmation écrite de l'accord fut envoyée aux sheriffs de tous les comtés d'Angleterre. Elle était rédigée en latin, en français et, ce qui est significatif, en anglais. L'utilisation de l'anglais était un symbole de l’anglicisation du gouvernement anglais et un antidote à la « gallicisation » caractéristique des décennies précédentes.
Les Provisions d'Oxford furent remplacées l'année suivante par les Provisions de Westminster.

## L'annulation des provisions
Ces Provisions furent abolies par Henri III en 1262, avec une sanction du pape Urbain IV, ce qui marqua le début de la seconde guerre des Barons (1263-1267), gagnée par le roi.
En 1266, le texte fut annulé définitivement par le Dictum de Kenilworth (en).